# Gertrude Keightley
Pour les articles homonymes, voir Keightley.
 (janvier 2020).
Gertrude Keightley (vers 1864 - 30 octobre 1929) est une administratrice locale irlandaise, une responsable caritative et la première femme magistrate à être nommée dans le comté d'Antrim,.

## Biographie

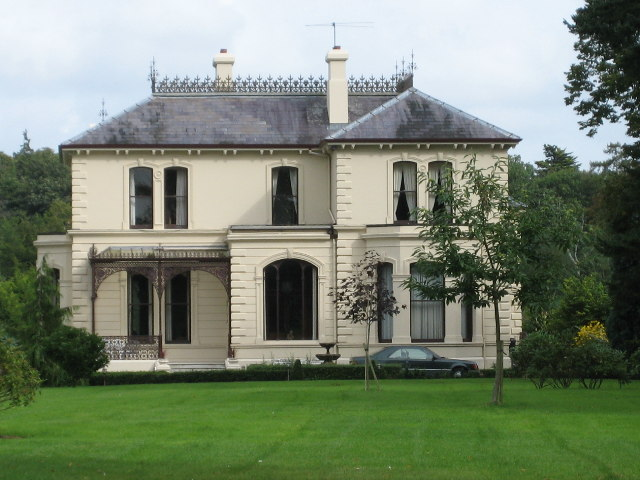
Drum House, vue en 2005.

Gertrude Emily Keightley est la fille cadette d'Henry Smith de Northampton. Elle épouse l'avocat, politicien et auteur, Samuel Robert Keightley de Lisburn, en 1892. Ils ont eu deux fils et deux filles, Maurice, Katherine, Patricia et Philip Charles Russell. Le couple vit d'abord à Fort House, Lisburn, puis à Drum House, Drumbeg.
Elle est élue au conseil des tuteurs de Lisburn en 1896, seulement trois ans après la modification de la loi permettant aux femmes de siéger à ces conseils. Elle siège à ce conseil jusqu'à sa mort en 1929 et en est la présidente de 1913 à 1920. Comme beaucoup d'autres femmes qui siègent à ces conseils, Keightley prend part à un certain nombre de sous-comités traitant du personnel féminin, des écoles, des vêtements et des visites des lieux de travail qui étaient jugés comme appropriés d'être supervisé par des femmes. Elle est la seule femme à siéger à ce conseil de 1900 à 1906. Pendant cette période, elle est chargée de superviser les enfants « internés » ou placés en famille d'accueil. Ce travail, combiné à l'éducation de ses propres enfants, est une tâche difficile et l'amène à proposer sa démission du conseil en 1905, une suggestion qui est repoussée. Son travail avec les enfants placés l'amène à travailler également avec des programmes d'émigration d'enfants,.
Keightley fait partie des responsables de l'extension de la législation à l'Irlande en 1911 qui a facilité le placement d'enfants dont les parents se sont révélés « physiquement ou moralement inaptes » plutôt que les seuls enfants orphelins ou abandonnés. Elle candidate au conseil du district rural de 1920 à Hillsborough mais sans succès, peut-être en raison de la politique libérale de son mari. À cette époque, elle est un membre éminent de la Société nationale pour la prévention de la cruauté envers les enfants et préside le comité de maternité et de protection de l'enfance du conseil de district urbain de Lisburn. Elle est membre du conseil des gouverneurs de l'hôpital de district de Lisburn et Hillsborough ainsi que vice-présidente du comité de l'emploi de Lisburn.
Elle devient dame lorsque son mari est fait chevalier en 1912.
Keightley devient la première femme magistrate à être nommée dans le comté d'Antrim en 1925 lorsqu'elle devient juge de paix.
Ayant toujours souffert d'une mauvaise santé, elle décline au cours de ses dernières années, mais reste active dans les causes choisies. Elle meurt à l'âge de 65 ans à la maison de Drum House, le 30 octobre 1929, après une longue maladie. Un de ses éloges l’a décrite « comme possédant un sens du devoir public qui se sacrifie ». Son mari a affirmé que ses jours passés à travailler sur les mauvaises lois où ses jours les plus heureux et les plus productifs,.